# Emil e i detective
Emil e i detective (Emil und die Detektive) è un romanzo per ragazzi dell'autore tedesco Erich Kästner del 1929.

## Trama
Il dodicenne Emil Tischbein si reca per la prima volta dalla sua cittadina natale di Neustadt a Berlino, per far visita alla prozia, che vive nella capital con la famiglia dell'altra sua nipote. La mamma di Emil, che non può lasciare Il suo negozio di parrucchiera, gli ha dato una busta con 140 marchi da consegnarle. Il denaro gli viene però rubato durante il viaggio in treno da un uomo, che si presenta col nome di Grundeis, che si trova nel suo stesso scompartimento. Emil, dopo essersi accorto di essere stato ripulito mentre dormiva, non si arrischia a rivolgersi alla polizia, ma segue di propria iniziativa il ladro fino alla stazione dello Zoo di Berlino. Qui incontra un ragazzo suo coetaneo, che si presenta come "Gustav con la tromba" poiché tiene sempre con sé un clacson, e gli spiega il suo guaio. Gustav raccoglie diversi ragazzi della zona per cercare di recuperare il maltolto, organizzando una cassa comune per far fronte alle spese. I detective-bambini pedinano il ladro attraverso la città di Berlino e raccolgono degli indizi. Si arriva anche a una lite poiché alcuni ragazzi non vogliono compiere le mansioni assegnate loro. Dopo che Emil ha informato della situazione i suoi zio e zia berlinesi, sua cugina Pony Berrettina (in originale Pony Hütchen) si unisce ai detective.
Quando il ladro, innervosito per il fatto di essere seguito, tenta di farsi cambiare il denato rubato in una filiale di una banca, viene accerchiato dai detective e da un grande numero di altri bambini, ed è condotto dalla polizia. Dalle indagini risulta che il ladro ha utilizzato diversi nomi falsi (Grundeis – Müller – Kießling). Le banconote che gli sono ritrovate addosso vengono identificate dai piccoli buchi che recano, giacché Emilio aveva assicurato il denaro nella tasca interna della sua giacca con uno spillo. Ulteriori accertamenti rivelano che Grundeis è uno scassinatore di banche ricercato; Emil riceve una ricompensa di mille marchi.

## Storia editoriale

### Genesi dell'opera
Erich Kästner fu contattato da Edith Jacobsohn, editrice del Weltbühne, perché scrivesse un libro per l'editore berlinese per l'infanzia Williams & Co.. Fino a quel momento Kästner aveva pubblicato poesie (Herz auf Taille, 1928) e aveva lavorato come redattore di quotidiani, e aveva scritto recensioni e romanzi d'appendice. In poche settimane sviluppò la storia di Emil, un ragazzino che pedina con successo un ladro a Berlino.
Kästner, il cui primo nome era proprio "Emil", s'ispirò alla propria storia personale per i personaggi di Emil e di sua zia e mise anche sé stesso nella vicenda, nella sua professione reale del giornalista al quale Emil racconta la storia. Per il soggetto l'autore attinse ad un'avventura vissuta nella sua infanzia a Dresda: seguì e fece arrestare una donna che aveva truffato sua zia parrucchiera. Per i furti con scasso ai quali si accenna nel libro, fece verosimilmente riferimento ai fratelli Sass.
Walter Trier curò le illustrazioni. Il libro uscì nell'autunno del 1929 ed ebbe un grande successo.

### Dal 1933
Emil e i detective fu l'unica opera di Kästner a non essere proibita dopo il 1933 e a non essere bruciata nel rogo dei libri del 1933. Erich Kästner fu anche l'unico degli scrittori, le cui opere erano state bandite, ad essere personalmente presente ai roghi. Era conosciuto, ma non fu infastidito in altro modo. Nel 1936, tuttavia, anche Emil e i detective fu proibito dai nazisti.

### In Italia
La prima edizione italiana comparve per l'editore Bompiani nel 1932 col titolo Emilio e i detectives e i nomi dei personaggi parzialmente italianizzati ad opera della traduttrice Lavinia Mazzucchetti. A partire dagli anni Novanta il libro fu pubblicato dalla Mondadori, che mantenne la stessa traduzione (e le tavole originali di Walter Trier) ma cambiò leggermente il titolo in Emilio e i detective. I diritti passarono poi alle Edizioni Piemme, che lo pubblicarono nella collana il battello a vapore con la nuova traduzione di Roberta Magnaghi.

## Seguito
Kästner scrisse nel 1934 un seguito col titolo Emilio e i tre gemelli (Emil und die drei Zwillinge). La storia si svolge prevalentemente sul Mar Baltico, circa due anni dopo le vicende del primo libro. Emilio e i tre gemelli uscì nel 1935 per l'Atrium Verlag, Basel/Wien/Mährisch Ostrau, che succedette a Williams & Co.

## Opere derivate

### Film
- 1931: La terribile armata (Emil und die Detektive), Germania, regia di Gerhard Lamprecht.
- 1935: Emil and the Detectives, Gran Bretagna, regia di Milton Rosmer.
- 1950: Toscanito y los detectives, Argentina, regia di Antonio Momplet.
- 1954: Emil und die Detektive, Germania, regia di Robert Adolf Stemmle.
- 1956: Emil to tantei tachi, Giappone, regia di Mitsuo Wakasugi.
- 1958: Pega Ladrão, Brasile, regia di Alberto Pieralisi.
- 1964: Emil e i detectives (Emil and the Detectives), USA, regia di Peter Tewksbury.
- 2001: Emil und die Detektive, Germania, regia di Franziska Buch.

### Versioni teatrali
Kästner nel 1930 adattò il romanzo per il palcoscenico. La commedia è entrata nel repertorio del teatro per ragazzi. Sono esemplari le produzioni all'aperto a Lübbecke-Nettelstedt (2018, 2008, 1980), Emmendingen (2014), Heessen (2005), Reutlingen (2003) e Sigmaringendorf (2001).

### Versioni musicali
Il musical Emil und die Detektive, con musica di Marc Schubring e testi di Wolfgang Adenberg, debuttò il 12 novembre 2001 al Theater am Potsdamer Platz di Berlino. Il 6 ottobre 2006 ebbe la sua prima nella città natale dell'autore, alla Staatsoperette Dresden. I ruoli principali furono ricoperti da ragazzi di Dresda. Con la regia di Michael Schilhan, il musical fu rappresentato nella stagione 2015-16 dell'Opera di Graz.
Nel 2008 lo svizzero Theater Jetzt eine mise in scena una versione nella quale i ragazzi avevano scritto in parte essi stessi le scene. Oliver Kühn fu alla regia. Il Bernhard-Theater di Zurigo portò in scena una versione in lingua svizzero-tedesca (adattata linguisticamente da Erich Vock), in cui l'azione era spostata a Zurigo. La prima si svolse il 16 novembre 2013.
L'Atze Musiktheater di Berlino realizzò un adattamento musicale della commedia sotto la direzione musicale di Sinem Altan, che debuttò l'8 gennaio 2017. Una caratteristica speciale della rappresentazione fu la collaborazione con classi scolastiche per allestirla.

## Curiosità
Il dattiloscritto di Emil und die Detektive è esposto nella collezione permanente del Museo di letteratura moderna di Marbach am Neckar, nel Land tedesco del Baden-Württemberg.
Per il centenario della nascita di Kästner, la Deutsche Post emise nel 1999 un francobollo commemorativo con un'illustrazione di Walter Trier per Emil e i detective col valore facciale di 300 Pfennig.

## Edizioni
- (DE) Erich Kästner, Emil und die Detektive: Ein Roman für Kinder, illustrazioni di Walter Trier, Berlin, Williams & Co., 1929.
- Erich Kästner, Emilio e i detectives, collana I libri d'acciaio, traduzione di Lavinia Mazzucchetti, illustrazioni di Walter Trier, n. 7, Milano, Bompiani, 1932.
- Erich Kästner, Emilio e i detectives, collana Strenne per i giovani, traduzione di Lavinia Mazzucchetti, illustrazioni di Walter Trier, Milano, Bompiani, 1954.
- Erich Kästner, Emilio e i detectives, collana I delfini d'acciaio, traduzione di Lavinia Mazzucchetti, illustrazioni di Walter Trier, n. 5, Milano, Bompiani, 1966.
- Erich Kästner, Emilio e i detectives, a cura di Emilio Picco, collana Narratori moderni per la scuola, traduzione di Lavinia Mazzucchetti, illustrazioni di Walter Trier, Milano, Bompiani, 1972.
- Erich Kästner, Emilio e i detective, collana Tascabili Bompiani Ragazzi 11, traduzione di Lavinia Mazzucchetti, illustrazioni di Walter Trier, Milano, Bompiani, 1979.
- Erich Kästner, Emilio e i detective, collana I libri da leggere, traduzione di Lavinia Mazzucchetti, illustrazioni di Walter Trier, Milano, Mondadori, 1991, ISBN 88-04-34638-8.
- Erich Kästner, Emilio e i detective, collana Master junior, traduzione di Lavinia Mazzucchetti, illustrazioni di Walter Trier, Milano, Mondadori, 1995, ISBN 88-04-39912-0.
- Erich Kästner, Emil e i detective, collana Il Battello a Vapore, traduzione di Roberta Magnaghi, illustrazioni di Sara Gavioli, Milano, Piemme, 2012, ISBN 978-88-566-2084-9.
- Erich Kästner, Emil e i detective, collana Il Battello a Vapore. Serie arancio, traduzione di Roberta Magnaghi, illustrazioni di Sara Gavioli, Milano, Piemme, 2021, ISBN 978-88-566-7915-1.